# Guy de Maupassant
Henri René Albert Guy de Maupassant [gi d(ə) mo.pa.ˈsɑ̃] em francês, ou simplesmente Guy de Maupassant, Tourville-sur-Arques, Alta Normandia, 5 de Agosto de 1850—Paris, 6 de Julho de 1893), foi um escritor e poeta francês com predileção para situações psicológicas e de crítica social com técnica realista. Foi amigo do célebre escritor francês Gustave Flaubert, a quem se referia como "mestre".
Além de romances e peças de teatro, Maupassant deixou 300 contos, todos obras de grande valor. Merecem destaque, entre os mais famosos, Mademoiselle Fifi e Bola de sebo. "A Pensão Tellier" e "O Horla" podem ser considerados seus contos mais significativos.
Faleceu no manicómio pouco antes de completar 43 anos, após tentativa de suicídio originada de perturbações causadas pela sífilis, que o atormentou por mais de uma década. Foi enterrado no cemitério de Montparnasse.

## Biografia
Henri-René-Albert-Guy de Maupassant foi o primeiro filho de Laure Le Poittevin e Gustave de Maupassant, de prósperas famílias burguesas. Quando Maupassant tinha onze anos e seu irmão Hervé tinha cinco anos, sua mãe, separou-se do marido.
Em outubro de 1868, com a idade de 18 anos, salvou o poeta Algernon Charles Swinburne de afogamento na costa da Étretat na Normandia. Na escola secundária, ele conheceu o grande autor Gustave Flaubert.
Ele entrou pela primeira vez um seminário em Yvetot mas foi expulso.
A Guerra Franco-Prussiana eclodiu logo após sua formatura na faculdade em 1870, e Maupassant se alistou como voluntário. Posteriormente, em 1871, deixou Normandia e se mudou para Paris, onde passou dez anos como funcionário do Departamento da Marinha.
Gustave Flaubert tomou-o sob sua proteção e atuou como uma espécie de tutor literário, guiando a sua estreia no jornalismo e na literatura. Foi na casa de Flaubert que conheceu Émile Zola e do romancista russo Ivan Turgenev.
Em 1878, foi transferido para o Ministério da Instrução Pública e tornou-se editor de contribuição de vários jornais de referência como Le Figaro, Blas Gil, Le Gaulois e eco l'Paris. Ele dedicou seu tempo livre para escrever romances e contos.
Em 1880 publicou o que é considerado sua obra-prima em primeiro lugar, " Boule de SUIF ", que se reuniu com um sucesso instantâneo. Esta foi primeira peça de Maupassant de ficção curta definida durante a Guerra Franco-Prussiana, e foi seguido por histórias curtas, como "Deux Amis", "Savage Mãe" e "Mademoiselle Fifi".
A década de 1880-1891 foi o período mais fértil da vida de Maupassant. Tornou-se famoso pelo seu primeiro conto e trabalhou de forma metódica.
Em 1881 publicou seu primeiro volume de contos sob o título de La Maison Tellier, que alcançou sua décima segunda edição dentro de dois anos; em 1883 terminou seu primeiro romance, Une Vie, 25 000 cópias que foram vendidos em menos de um ano. Nos seus romances, ele se concentrou todas as suas observações espalhadas em seus contos. Sua segunda novela Bel-Ami, que saiu em 1885, tinha trinta e sete edições em quatro meses.
Seu editor, Havard, encomendou obras-primas e Maupassant continuou a produzi-los. Nesta época, ele escreveu o que muitos consideram ser o seu maior romance, Pierre et Jean.
Com uma aversão natural à sociedade, ele amava o retiro, solidão e meditação. Ele viajou extensivamente na Argélia, Itália, Inglaterra, Grã-Bretanha, Sicília, Auvergne, e de cada viagem trouxe um novo volume. Ele navegava em seu iate privado "Bel-Ami", o nome de seu romance. Conheceu Alexandre Dumas e Hippolyte Taine.
Maupassant também escreveu sob vários pseudônimos, como Joseph Prunier, de Guy Valmont, e Maufrigneuse (que ele usou 1881-1885).
Encontram-se contos da sua autoria na revista literária portuguesa A Leitura  (1894-1896).
Em seus últimos anos ele desenvolveu um constante desejo de solidão, uma obsessão para a autopreservação, e um medo de morte e paranoia de perseguição enlouquecida que veio da sífilis que contraiu na juventude. Em 2 de janeiro de 1892, Maupassant tentou cometer suicídio cortando sua garganta e estava internado no célebre asilo privado do Dr. Esprit Blanche, em Passy, em Paris, onde morreu de sífilis em 6 de julho de 1893. Era um grande autor e sempre será lembrado como um dos maiores escritores franceses de todos os tempos.

## Obras

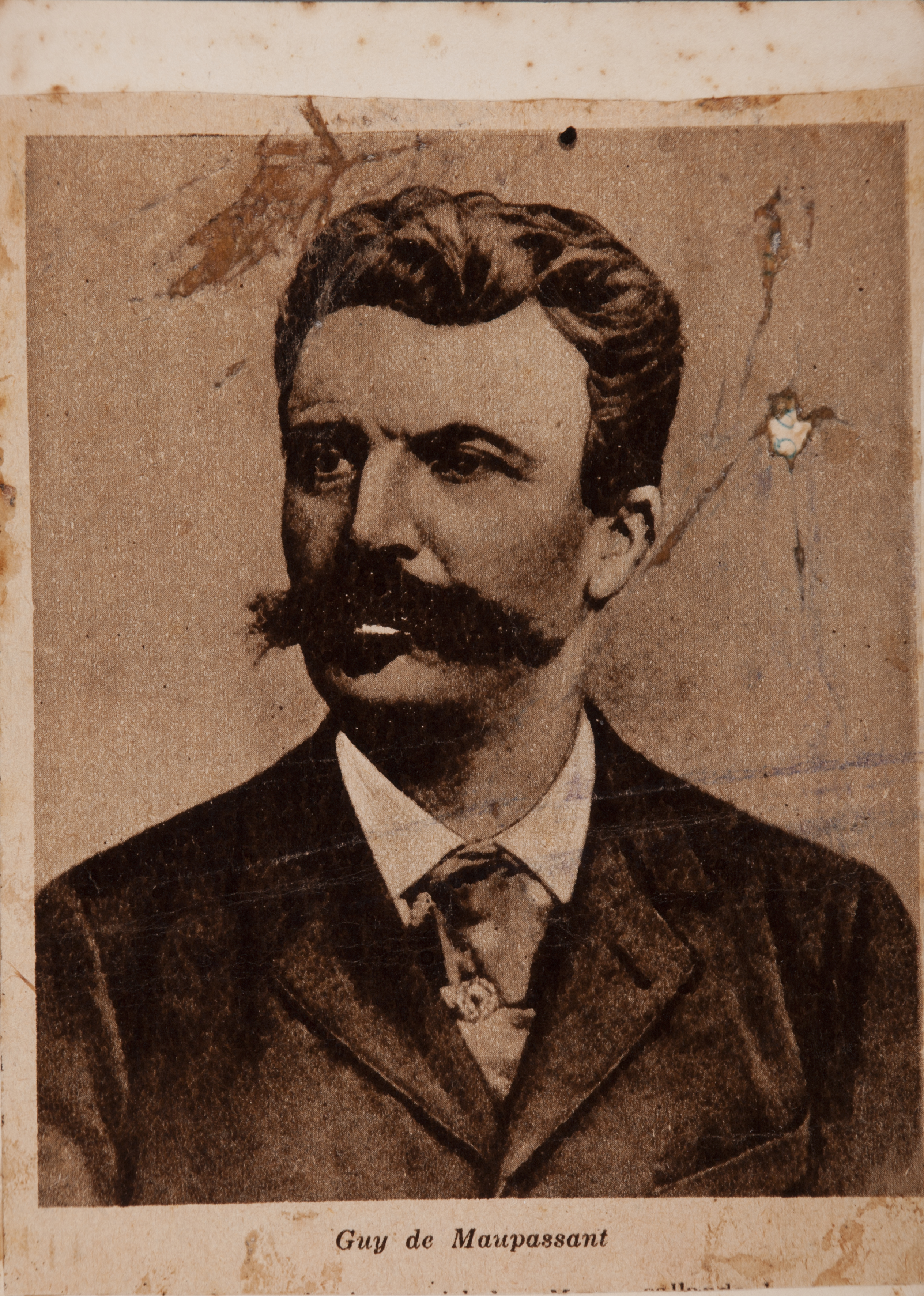
Retrato de Guy Maupassant no Museu Paulista da USP

(Por ordem alfabética):
- Bel-Ami (1885)
- Boule-de-Suif (1880) (livro eletrônico)
- Claire de Lune (1883) (livro eletrônico)
- Contes de la Bécasse (1883) (livro eletrônico)
- Contes du jour et de la nuit (1885)
- Fort comme la mort (1889) (livro eletrônico)
- Le Horla (1887) (livro eletrônico)
- L'Inutile beauté (livro eletrônico)
- La Main gauche (1889) (livro eletrônico)
- La Maison Tellier (1881) (livro eletrônico)
- Mademoiselle Fifi (1882) (livro eletrônico)
- Miss Harriet (1884)
- Mont-Oriol (1887)
- Mon oncle Jules
- Musotte (1890)
- Notre Coeur (1890)
- La Petite Roque (1886)
- Pierre et Jean (1888) (livro eletrônico)
- Le Rosier de madame Husson (1888)
- Toine (1886)
- Une vie (1883)